# 河南长孙氏
河南长孙氏，北魏至隋唐时期以河南郡为郡望的虏姓世族，后成为关陇集团的重要组成，著名人物有长孙道生、长孙俭、长孙稚、长孙晟、长孙无忌、长孙皇后、长孙顺德等人。

## 起源及名稱
為帝室十姓，分支自拓跋氏。據《舊唐書》，長孫氏源出拓跋氏，後改為跋氏。因為為宗室之長，又改長孫氏。在北魏孝文帝時，改為長孫氏。
據《魏書》與《舊唐書》，源自拓跋鄰三兄，稱為拔拔氏。中華民國學者康樂認為，取名為長孫氏，意為宗廟之長。因此應是由長子分支，可能源自拓跋鄰長兄。
美國學者Jennifer Holmgren認為在北魏道武帝時代才出現帝室十姓，先分出拔拔氏，再改名為長孫氏。可能在長孫嵩時代才從拓跋氏分支出來。

## 歷史
河南长孙氏原为鲜卑拓跋部一族，在酋长拓跋邻时，将七个兄弟分开，各自统领一个部落，各部落分别定名字为纥骨氏、普氏、拔拔氏、达奚氏、伊娄氏、丘敦氏、俟亥氏，加上叔父的乙旃氏，和远亲车焜氏，与皇族拓跋氏号称帝室十姓，互相不同婚姻。拓跋邻二哥统帅拔拔部，遂以部为拔拔氏。到昭成帝拓跋什翼犍(338-376年在位)时期，拔拔氏的长孙仁成为南部大人，其子由拓跋什翼犍赐名长孙嵩，长孙嵩一名在《晋书》卷一一九《姚泓传》记载为司徒、南平公“拔拔嵩”，14岁时即代替父亲统管部族事务。拓跋什翼犍末年，苻坚遣其大司马苻洛率众二十万攻击鲜卑南部，鲜卑白部、独孤部抵挡不住，拓跋什翼犍派南部大人刘库仁率骑兵十万迎战于石子岭，为秦军所败，刘库仁投降秦军，拓跋什翼犍率鲜卑王庭逃到阴山之北。苻坚任刘库仁、刘卫辰分别代理国事。长孙嵩与另外一个南部大人元他率部族依附了刘库仁。
386年(登国元年)，拓跋什翼犍之孙拓跋珪在鲜卑独孤部、贺兰部和旧臣长孙犍、长孙嵩、元他的支持下，登上代王之位，建都平城，长孙嵩被重新任命为南部大人，成为功臣之一。长孙嵩历任侍中、司徒、相州刺史，封南平公。魏明元帝时与山阳侯奚斤、北新侯安同、白马侯崔宏等八人，世号“八公”。
魏太武帝即位后，成为三朝元老，官任左辅，进爵北平王。437年(太延元年)正月去世，年八十，谥曰宣惠王。有子长孙颓、长孙寿，长孙颓生长孙敦，敦生长孙道，道生长孙悦，世袭北平王。五世孙长孙俭，北周柱国大将军。
长孙嵩堂侄长孙道生，为另一支长孙氏，长孙无忌即为其七世孙。
还有一支长孙氏来自于长孙嵩同时代的长孙肥，长孙肥十三岁时担任拓跋什翼犍的侍卫。道武帝拓跋珪流落独孤部及贺兰部时，为其亲信侍从。登国初年（386年），拓跋珪登上代王之位，长孙肥与莫题等俱为帐下大将，屡有军功。以功赐爵琅邪公，后改卢乡公。他善于谋略，勇冠诸将。前后征讨，未尝失败。后降爵为蓝田侯。天赐五年去世，谥曰武，陪葬金陵。子长孙翰，封平阳王，也是明元帝、太武帝时名将。
北魏孝文帝太和十八年（494年），带领鲜卑大臣、贵族从平城迁都洛阳，推行说汉话、改汉姓、改籍贯、行汉制、崇儒学等汉化改革。在太和二十年下诏将皇族鲜卑姓氏拓跋氏改为元氏，籍贯为河南洛阳，其他鲜卑贵族纷纷跟从，长孙嵩、长孙道生、长孙肥后裔也以河南洛阳为郡望。
河南长孙氏前期的人有的并无汉文名字，如长孙道生之子长孙抗，鲜卑名乌者，孙长孙观，鲜卑名拔六观，长孙稚，鲜卑名冀归，长孙陵，鲜卑名敕斤陵。可能在太和改氏时，重新起名，或取鲜卑名最后一字。